# آدریانا ریورون
آدریانا ریورون (به انگلیسی: Adriana Reverón) (زاده ۲ نوامبر ۱۹۸۵) مدل و ملکه زیبایی اسپانیایی است.
او در سال ۲۰۱۰ دختر شایسته اسپانیا شد.